# Crameria alienata
Crameria alienata är en fjärilsart som beskrevs av Fabricius 1794. Crameria alienata ingår i släktet Crameria och familjen nattflyn. Inga underarter finns listade i Catalogue of Life.